# 神戸研究学園都市
神戸研究学園都市（こうべけんきゅうがくえんとし）は、兵庫県神戸市西区にある学校集中地域。学術都市の一つ。
住宅と産業との複合機能団地として計画された西神ニュータウンの一部として事業計画された。

## 概要
- 神戸市営地下鉄学園都市駅を中心に、公立私立問わず様々な教育機関・学術機関が位置している。
- 兵庫県道65号線より西側が学園西町、東側が学園東町である。

### 高等教育機関
- 兵庫県立大学（本部・神戸商科キャンパス）
- 神戸市外国語大学
- 神戸市看護大学
- 流通科学大学
- 神戸芸術工科大学
- トヨタ神戸自動車大学校
- 神戸市立工業高等専門学校
- 神戸YMCA学院専門学校
- 神戸市医師会看護専門学校

### 初・中等教育機関
- 兵庫県立伊川谷北高等学校
- 神戸市立太山寺中学校
- 神戸市立小寺小学校
- 神戸市立東町小学校